# マジェンタ級装甲艦
マゼンタ級装甲艦（マゼンタきゅうそうこうかん、Magenta）は、フランス海軍が建造した装甲艦の艦級である。

## 概要
本級は「ラ・グロワール」を設計した造船士官デュピュイ・ド・ロームの設計によるもので、船体に等間隔に主砲を舷側配置する方法を採っている。

## 艦形と武装

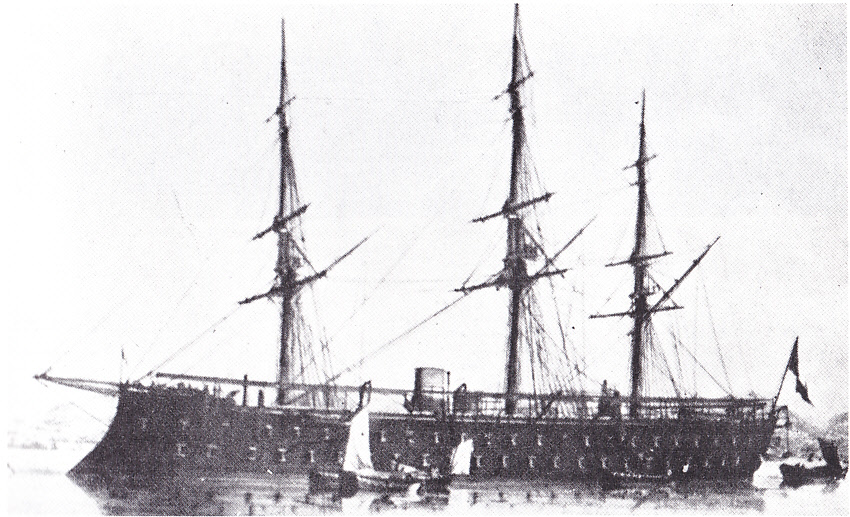
1862年に撮られた「マジェンタ」。

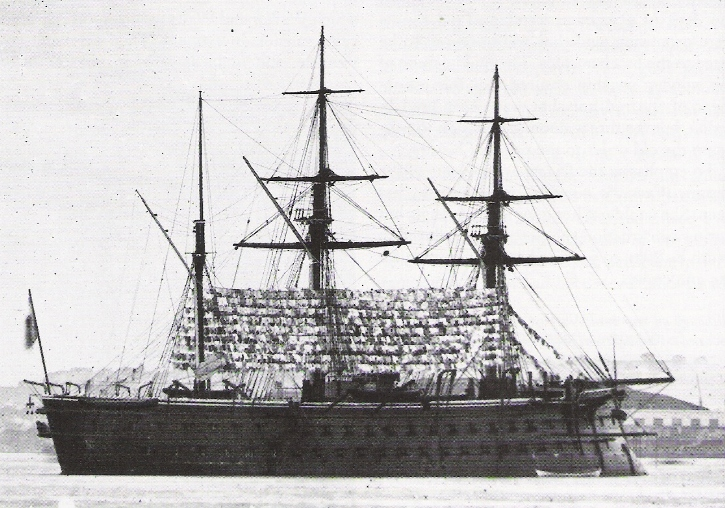
右舷から撮影された「ソルフェリーノ」。全マストを使用して干されてモザイク状の布は乗員の洗濯物。乗員の健康維持のために停泊時の洗濯は必要であることを示した写真。

本級の船体形状は艦首水面下に衝角をもつ平甲板型船体に帆走用の3本のマストと中央部に1本煙突を持つ当時の一般的な装甲艦の形態である。船体の側面は109mmから120mmの厚さの装甲板で砲門部から砲郭部まで覆われている。
舷側の砲郭部の内部には主砲の「1858年型 22.3cm（-口径）砲」が単装砲架で2基が収められており、床面には円弧状のレールで砲架を旋回・移動させる事により少ない砲門から砲身を出した際に砲門を支点として砲尾部を動かすことにより広い射界が得られた。これによりラ・グロワールのように舷側にズラリと大砲を並べなくとも、少ない門数でも効率的に火砲を敵艦に向けられる工夫であった。他には副砲として舷側に「1856年型 16.5cm（-口径）砲」を単装砲架で34基を砲郭部に配置した。
本級の竣工後の1865年に主砲を「1858年型 24cm（-口径）単装砲」4基に強化し、備砲を「1858年型 22.3cm（-口径）単装砲」2基と「1858年型 19.5cm（-口径）単装砲」8基と「1856年型 16.5cm（-口径）単装砲」10基に更新した。

## 機関
本艦に搭載された主機関は船体中央部の主要防御区画内部に配置した石炭専焼円缶9基にレシプロ機関1基1軸推進で最大出力3,450馬力で機関航行のみで速力13.0ノットを発揮した。燃料の石炭は740トン搭載された状態で10ノット巡航で1,840海里を航行することが出来た。

## 同型艦
- マゼンタ（Magenta）: ブレスト造船所で1859年6月22日起工、1861年6月22日進水、1862年2月1日竣工。1875年10月31日に火災で沈没。

- ソルフェリーノ（Solferino）: ブレスト造船所で1859年6月24日起工、1861年6月24日進水、1862年8月25日竣工。1884年に除籍後解体処分。

## 参考図書
- 「世界の艦船増刊　フランス戦艦史」（海人社）
- 「Conway All The World's Fightingships 1860-1905」（Conway）